# Ильинское (Спасский сельсовет, Вологодский район)
Ильинское — деревня в Вологодском районе Вологодской области.
Входит в состав Спасского сельского поселения, с точки зрения административно-территориального деления — в Спасский сельсовет.
Расстояние по автодороге до районного центра Вологды — 29 км, до центра муниципального образования Непотягово — 19 км. Ближайшие населённые пункты — Красково, Подомарцево, Подгорье.

## Население
| 2010 |
| ---- |
| 0    |

По переписи 2017 года население — 8 человек